# Haymana
Haymana là một huyện thuộc tỉnh Ankara, Thổ Nhĩ Kỳ. Huyện có diện tích 2984 km² và dân số thời điểm năm 2007 là 39310 người, mật độ 13 người/km².